# Kanton Saint-Maur-des-Fossés-Centre
Kanton Saint-Maur-des-Fossés-Centre (fr. Canton de Saint-Maur-des-Fossés-Centre) je francouzský kanton v departementu Val-de-Marne v regionu Île-de-France. Tvoří ho pouze střed města Saint-Maur-des-Fossés.